# Ruvigny
Ruvigny település Franciaországban, Aube megyében. Lakosainak száma 502 fő (2022. január 1.). Ruvigny Courteranges, Montaulin, Rouilly-Saint-Loup, Saint-Parres-aux-Tertres és Thennelières községekkel határos.

## Népesség
A település népessége az elmúlt években az alábbi módon változott:
| Lakosok száma | 118  | 277  | 361  | 396  | 479  | 490  | 494  | 497  | 495  | 502  |
|               | 1968 | 1982 | 1990 | 2006 | 2013 | 2015 | 2017 | 2019 | 2020 | 2022 |